# ロシア連邦道路の一覧
本項では、ロシアの国道であるロシア連邦道路の一覧（ロシアれんぽうどうろのいちらん）表を掲載する。

## M
- ロシア連邦道路M1
- ロシア連邦道路M2
- ロシア連邦道路M3
- ロシア連邦道路M4
- ロシア連邦道路M5
- ロシア連邦道路M6
- ロシア連邦道路M7
- ロシア連邦道路M8
- ロシア連邦道路M9
- ロシア連邦道路M10
- ロシア連邦道路M11

## R
キリル文字のРはラテン文字のRに相当する。
- ロシア連邦道路R254
- ロシア連邦道路R258
- ロシア連邦道路R297
- ロシア連邦道路R504

## A
- ロシア連邦道路A108 (モスクワ大環状道路)
- ロシア連邦道路A118
- ロシア連邦道路A370